# Banca di San Marino
Banca di San Marino è un istituto bancario nato il 20 dicembre 1920 a Faetano nella Repubblica di San Marino.
Banca commerciale di riferimento del territorio di San Marino con prestigiose partnership internazionali e progetti per migliorare la qualità della vita dei propri clienti, sostenendo attività sociali sul territorio e fornendo servizi finanziari.

## Storia

### Le origini
Il Parroco di quel tempo, Don Eugenio Fabbri, ed un gruppo di parrocchiani danno vita alla prima società cooperativa in nome collettivo del territorio denominata, Cassa Rurale di Depositi e Prestiti di Faetano.
Nell’atto costitutivo della Cassa si legge che possono far parte della Società “persone giuridicamente capaci e che offrano garanzia di onestà e moralità individuali, che non siano notoriamente contrari alla Chiesa Cattolica ed al Governo costituito e che siano iscritti nei Registri della Parrocchia di Faetano, o vi tengano frequente dimora o vi abbiano relazioni di affari”.
Per i primi quindici anni la Cassa ha sede presso i locali della canonica per trasferirsi poi in una stanza del piccolo negozio di generi alimentari di Giuseppe Gennari (uno dei quattordici cittadini che hanno sottoscritto l’atto costitutivo) nella piazza dietro alla Chiesa. 

### Lo sviluppo
Solo a partire dagli anni settanta del secolo scorso la Cassa inizia a strutturarsi come un vero e proprio istituto di credito. Il Consiglio di Amministrazione decide di dotare l’istituto di una sede autonoma, individuando allo scopo un edificio nella piazza di Faetano prevedendone la ristrutturazione. La decisione degli amministratori viene approvata dall’Assemblea dei soci indetta il 19 aprile 1964 e l’acquisto viene perfezionato con il contratto di compravendita redatto di fronte al notaio il 14 aprile 1965.
La prima filiale fuori dal Castello di Faetano viene aperta in Città in via Gino Giacomini per sfruttare la dinamica di crescita del commercio legato allo sviluppo turistico della città. Nel 1975 il Consiglio di Amministrazione decide di acquistare uno stabile per ampliare la filiale nello stabile accanto all’edificio della prima apertura. Nello stesso anno vengono aperte le filiali di Dogana e Domagnano. Solo nel 1977 arriva il primo direttore generale, il dott. Marcello Malpeli.
Il 28 gennaio 2001 la Cassa viene trasformata in società per azioni con la nuova denominazione di Banca di San Marino S.p.A.
La Banca di San Marino è detenuta al 90,13% dalla Fondazione Ente Cassa di Faetano, un ente no profit che reinveste gli utili nell'intera Repubblica di San Marino.